# Land art
(Wendell Berry)

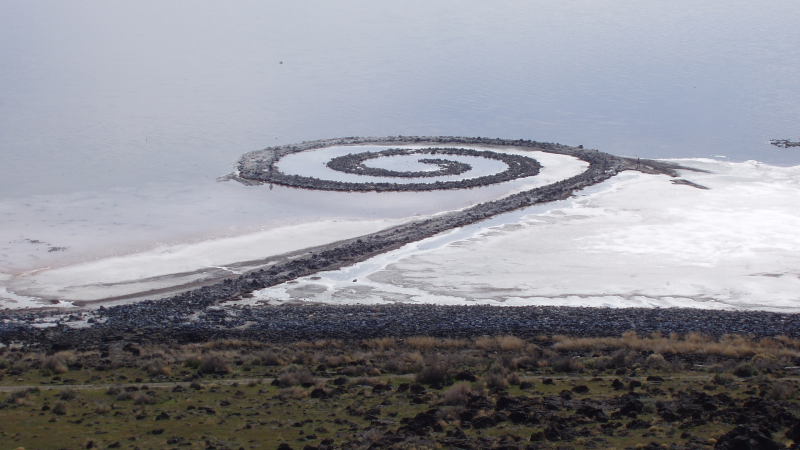
Spiral Jetty, dello scultore Robert Smithson

La land art è una forma d'arte contemporanea nata tra il 1967 e il 1978 negli Stati Uniti d'America ed è caratterizzata dall'intervento diretto dell'artista sul territorio naturale, specie negli spazi incontaminati come deserti, laghi salati, praterie, mari ecc. Le opere hanno spesso carattere effimero. Nasce da un atteggiamento rigorosamente anti-formale, in antitesi con il figurativismo della pop art e con le fredde geometrie della minimal art.

## Contesto
Gli anni Sessanta, nei paesi occidentali, sono caratterizzati da una profonda tensione e sfiducia che sta alla base della confusione del momento; infatti, dopo la seconda guerra mondiale, lo Stato, in quanto principale strumento di azione sociale, aveva cominciato a perdere di autorevolezza e si erano sviluppate le più intricate dinamiche del consumismo e delle nuove tecnologie.

Si mira a un definitivo sfondamento dei confini tradizionali della pittura e della scultura, che rimangono pratiche di peculiare importanza, ma non più dominanti nella creazione artistica, alla creazione di un nuovo e diretto rapporto tra arte e vita, a un coinvolgimento concreto della realtà oggettuale quotidiana, a un'apertura provocatoria della cultura di élite all'universo delle culture di massa, a un processo di riflessione sui limiti dei linguaggi artistici e del sistema dell'arte.

La nascita di un concetto generale di rivoluzione, poco circoscrivibile per tutto ciò che può includere, quindi gli sforzi volti a ricreare o persino a rifondare un'idea di società, sono alla base di una proliferazione di nuovi movimenti artistici. Emergono, infatti, in quest'epoca, diverse ricerche artistiche che assumono un carattere internazionale, pur non tralasciando l'aspetto nazionale, comunque significativo, che si sviluppano poi nel decennio successivo. La nuova arte americana ed europea si sviluppa attraverso varie tendenze in pratica compresenti e legate tra loro: Pop Art, Fluxus e Happening, Performance Art e Body Art, Minimal Art, Land Art-Earth Works, Process Art, Arte Povera, Arte Concettuale.

## Definizione
Tra i più complessi e affascinanti esperimenti artistici ispirati alla natura si annoverano le opere riconducibili alla cosiddetta "land art".
Con la definizione di land art, e con quella di Earth Workers, vengono indicate quelle operazioni artistiche che, a partire dal 1967-68, in particolare negli Stati Uniti d'America, nei crocevia di New York e nei luoghi sconfinati dell'Ovest americano, sono realizzate da un gruppo di artisti, che si autodefiniscono fanatici della natura, delusi dall'ultima fase del Modernismo e desiderosi di valutare il potere dell'arte al di fuori dell'ambiente asettico degli spazi espositivi e anche delle aree urbane caratterizzate dalla presenza delle istituzioni, intervenendo direttamente nei territori naturali, negli spazi incontaminati come i deserti, i laghi salati, fiumi, le praterie, ecc., facendo emergere le dissonanze dell'epoca contemporanea.

Land art è il titolo del film di Gerry Schum che, nel 1969, documenta gli interventi di Michael Heizer, Walter De Maria, Robert Smithson, Richard Long, Dennis Oppenheim, Barry Flanagan e Marinus Boezem.

Earth Works è invece il titolo di una mostra organizzata da Robert Smithson, dell'ottobre del 1968, presso la Dwan Gallery di New York, ispirata ad un romanzo di fantascienza di Brian W. Aldiss, ambientato in un futuro in cui persino il suolo è ormai un bene prezioso; la rassegna consiste in uno sguardo pessimistico sul futuro dell'America e del suo patrimonio ambientale; quattordici artisti, per lo più giovani e poco noti, espongono opere troppo grandi o difficili da trasportare, tanto che la maggior parte di esse viene mostrata solo attraverso fotografie.
La land art designa artisti di tutto il mondo, caratterizzati da approcci molto differenti e le cui concezioni e realizzazioni possono essere perfino contrastanti; in questo senso essa non può essere considerata un movimento nell'accezione tradizionale del termine; infatti, è un iponimo imperfetto che designa la fitta e allo stesso tempo impalpabile trama basata su un'affinità concettuale.  
Ricorda la Land Art, con il suo  mega intervento nella natura, con la deviazione del fiume Tenza per le strade del centro storico della Città di Campagna (SA), chiamata “Chiena” (Piena d’acqua) che da nettezza urbana in uso fino agli anni 60 e 70, tra il 1982 e il 1985, contrapponendosi alla Transavanguardia e a tutto un ritorno all'ordine, con un decorativismo tout court degli anni 80 spinto all'esasperazione, fu rimodulata e  trasformata in opera d’arte e spettacolo, da un’idea progettuale di un giovane artista emergente, “concettuale”, con studi in scenografia all’Accademia di Belle Arti di Roma (Angelo Riviello), che tra Milano e Salerno, lavorava sulla memoria e identità. Anche in questo caso il grande evento della deviazione delle acque viene documentato con un’infinità di fotografie e di video-filmati.

## Caratteristiche
Sono, infatti, da riconoscere le affinità tra la land art e la conceptual art, dove l'indagine del linguaggio investe contemporaneamente sia gli aspetti più propriamente linguistici dell'arte, che quelli relativi al suo contesto culturale e fisico; entrambi gli ambiti, nonostante i diversi esiti finali, partono dallo stesso movente: allargare a dismisura il campo d'azione possibile dell'arte fino a farlo coincidere con tutta la realtà, sia fisica che mentale. L'elemento unificante è dunque l'interesse per il processo creativo: nell'agire sul territorio è implicita l'idea dell'insufficienza dell'opera tradizionalmente intesa ed è posto l'accento sull'aspetto ideale e concettuale dell'operazione, che mette in gioco l'eterno rapporto tra uomo e mondo. -"Ciò di cui si occupa l'arte - dice Robert Morris - è qualcosa di mutevole, che non ha bisogno di arrivare in un punto che sia definitivo rispetto al tempo e allo spazio. L'idea che il lavoro sia un processo irreversibile che si conclude con uno statico oggetto-icona, ormai è superata -.

La dimensione del sublime naturale, nella quale gli artisti intervengono, si oppone radicalmente all'artificialità e alla fredda e geometrica monumentalità delle metropoli, rappresentando l'altro volto dell'identità americana.
In questo senso la land art si contrappone alla Pop Art e alla Minimal Art, anche se bisogna ammettere l'influenza di quest'ultima, con valenze però differenti, connesse solo alla specifica natura dei materiali, come terra, rocce, ghiaia, sabbia, catrame, ecc., che determinano la realizzazione di forme geometriche primarie scavate, tracciate, costruite attraverso accumulazioni nell'ambiente.

I land-artisti utilizzano lo spazio e gli elementi naturali come materiali specifici dell'opera, attraverso interventi su grande scala.

I progetti realizzati sono fondamentalmente scultorei, in quanto creazioni tridimensionali, e/o sono basati sulla performance, in quanto orientati verso un processo, un luogo e un tempo. Infatti, il fine di tali opere è di documentare il modo in cui il tempo e le forze naturali mutano gli oggetti e i gesti: esse esprimono un atteggiamento che è al contempo critico e nostalgico, alternano aggressività e senso di protezione nei confronti del paesaggio.

Agire in luoghi solitari, non toccati o abbandonati, porta l'uomo alla comprensione della sua limitatezza di fronte al cosmo. Il grande impiego di energie umane e mezzi meccanici risulta alla fine ben poca cosa di fronte alla forza primordiale e ai tempi lunghissimi della natura: le forme geometriche primarie sono segni destinati prima o poi ad essere riassorbiti dai processi naturali e il progressivo degrado delle opere e la quasi inaccessibilità dei luoghi fa sì che queste risultino inamovibili e, con il passare del tempo, praticamente invisibili. Infatti, il nostro rapporto con la terra è complesso: anche se sfruttiamo e aggrediamo la natura per strapparle ciò che è necessario alla nostra sopravvivenza, siamo tuttavia consapevoli della sua trascendente imperturbabilità, del suo terrificante e incontrollabile potere.

Con questo progetto contro culturale, volto a smantellare l'autorità sociopolitica esistente, l'artista, spesso personaggio di rilievo, patrocinato dalle gallerie, sostenuto da mecenati, con pieno accesso alle risorse dell'arte contemporanea, lasciando gli spazi espositivi, si sottrae alle regole del mercato, imponendo a quest'ultimo la ricerca di nuovi metodi che tengano conto del mutato statuto dell'opera, intraprendendo quindi un atteggiamento in qualche modo contrario all'autorità e di rottura con la tradizione; scrive Micheal Heizer: "-I musei e le collezioni sono stracolmi, i pavimenti stanno per cedere, ma lo spazio reale esiste-."

Nonostante ciò il sistema dell'arte possiede la capacità di fagocitare anche ciò che pare agli antipodi delle sue norme e quindi, anche per la land art si è trovato il modo di oggettualizzare l'azione dell'artista attraverso la registrazione mediante progetti, grafici, fotografie, filmati, narrazioni e certificati delle opere, collocate permanentemente in luoghi distanti o già distrutte. Tutto ciò crea però una radicale dislocazione del concetto di punto di vista, non più legato alla posizione fisica, ma alla modalità di confronto con l'opera d'arte.

Quello che rimane da vedere è esposto solo nelle gallerie o nei musei, proprio quei luoghi da cui gli artisti intendevano prendere le distanze; ci si trova quindi di fronte a lavori che hanno praticamente caratteristiche concettuali.

Importante è la scelta di visione delle opere d'arte dal vero. Si sostiene che la vista dall'alto implichi uno sguardo totalizzante e onnicomprensivo e generi la sensazione di osservare qualcosa, mentre quella dal basso suggerisce un'idea di partecipazione e comunità, l'effetto fenomenologico di camminare attraverso lo spazio.

La land art è considerata il più maschilista dei progetti artistici elaborati dopo la Seconda Guerra Mondiale. Nelle sue prime manifestazioni, questo genere segna il trionfo del gasolio e della polvere, un regno popolato da uomini rudi, che ritrovano la propria identità lontano dalle comodità dei centri della cultura, scavando buche e facendo esplodere i fianchi dei dirupi, trasformando la terra con una maschile indifferenza verso le modifiche più a lungo termine.
Una forma particolare di land art è l'arte tanbo, nata in Giappone alla fine del XX secolo. Si tratta di un'arte effimera, destinata a durare per un tempo breve perché costituita da disegni creati tramite i diversi colori delle foglie di piante di riso appartenenti a varietà diverse.

## Protesta politica
In talune occasioni tale forma d'arte è stata utilizzata per esprimere un'idea politica: nel 2011 si è utilizzata la land art tra i confini di Polonia e Ucraina. Parte dell'opera d'arte è stata realizzata in territorio polacco e parte nel paese confinante, dando comunque continuità e unicità all'opera creata. In tale modo si è voluto protestare contro i confini che dividono i due paesi: con l'entrata della Polonia negli accordi di Schengen tale confine è divenuto molto meno agibile rispetto al passato.

## Principali artisti
I principali artisti della land art sono Michael Heizer, Robert Smithson, Walter De Maria, Richard Long, Dennis Oppenheim, Jeanne Claude e Christo, ma anche Robert Morris (nel 1966 progetta un grande anello di terra ricoperto d'erba per un aeroporto, ma solo nel 1971 in Olanda riesce a concretizzare il suo progetto Observatory, una complessa costruzione ad anelli concentrici) è protagonista di operazioni ambientali di notevole rilievo. L'artista Alberto Burri, pittore e scultore italiano, figura internazionale di primissimo piano nell'arte del dopoguerra, realizza, rivestendo le macerie della ormai distrutta (dal terremoto del 1968) città di Gibellina, un famoso e mirabile esempio di land art che si estende per quasi 12 ettari, il Grande Cretto.

### Michael Heizer
Michael Heizer, figlio di un archeologo, interviene, con le sue opere, che si presentano come misteriosi reperti di una civiltà sconosciuta, facendoci così riflettere sul destino della nostra, nella vasta zona desertica del Nevada.
Inizia a progettare i suoi lavori nel 1967, anno in cui realizza il suo primo grande scavo cubico, che viene in seguito affiancato da tre uguali, disposti in modo tale da tracciare le direzioni dei quattro punti cardinali. Nello stesso periodo, assume dei motociclisti professionisti perché creino ampi disegni sulla superficie del deserto alla guida delle loro motociclette.
Nel 1968 realizza Dissipate, cinque enormi fosse rettangolari, bordate da lastre d'acciaio, disposte secondo uno schema casuale, creato facendo cadere fiammiferi su un pezzo di carta.
Nel 1969 realizza Displaced-Replaced Mass, delle fosse rettangolari con le pareti in cemento, in cui vengono collocati dei massi di granito trasportati dalla montagna della High Serra al deserto tramite una gru.
Nel 1969-1970 realizza, per l'esposizione alla Dwan Gallery, nonostante in seguito venga donata al Los Angeles Museum of Contemporary Art, Double Negative, il suo intervento più grandioso, due enormi scavi (560 metri di lunghezza, 10 metri di larghezza e 15 metri di profondità) di forma regolare uno di fronte all'altro, ai due lati di uno stretto canyon del Virgin River Mesa, ottenuti servendosi di bulldozer. Si crea così una linea immaginaria larga 13 metri e lunga 457, che attraversa la voragine dopo la rimozione di 244.800 tonnellate di arenaria e riolite.

### Robert Smithson
Robert Smithson è affascinato dai grandi processi di trasformazione naturale, dalla fluidità e dal movimento della materia a tutti i livelli, da quello del caos cosmico a quello dei luoghi d'accumulazioni casuali e di raccolta di detriti, come per esempio le cave. Più che dall'ordine naturale e da quello artificiale costruito dall'uomo, è attratto dal degrado progressivo determinato dal generale processo di entropia, cioè la tendenza di tutte le cose verso la disgregazione.
Egli crea una stretta relazione tra il territorio esterno e lo spazio espositivo della galleria, attraverso la dialettica tra Sites e Non Sites, che in inglese rimanda ad un gioco di parole tra vista e non vista.
Nel 1968 inizia, infatti, a realizzare i Non Sites, dei contenitori di acciaio dipinto o zincato di forma geometrica minimalista, che contengono materiali grezzi, come pietre, ghiaia e sale, prelevati dall'artista da miniere, scavi o cave da lui esplorati, i Sites appunto. Fanno parte dei Non Sites anche le mappe e le fotografie che spiegano le origini delle pietre impiegate.
Benché i Non Sites siano costruiti con materiali fisici, essi sono essenzialmente opere d'arte concettuali: nelle esposizioni essi documentano un luogo e il viaggio dell'artista in quel posto, così che gli osservatori dei Non Sites vengono costantemente rimandati, a causa del sentimento della perdita, della delocazione di una vocazione al ritorno, ai Sites e invitati a visitarli.
Nel 1969 durante un viaggio nello Yucatàn in Messico, Smithson installa in vari luoghi i suoi Mirror Displacements, lastre specchianti, disposte in configurazioni regolari nella sabbia, nella terra e tra la vegetazione, in modo da assorbire e riflettere la luce, il cielo e l'atmosfera. Di questa esperienza rimane un reportage con foto e testi scritti dall'artista, pubblicato su Artforum, che ha fatto dell'opera un lavoro concettuale.
Nel 1970, presso il Great Salt Lake nello Utah, riesce a portare a termine la Spiral Jetty, il suo più importante intervento, un grande molo a forma di spirale, costruito accumulando con bulldozer e camion più di 6.500 tonnellate di terreno circostante, come terra, rocce e cristalli di sale.
Oltre ad essere un simbolo primordiale, evocativo dei primi processi di vita, la spirale fa riferimento a specifici aspetti del lago: ricorda i gorghi nell'acqua, la forma dei cristalli di sale e dei microrganismi, delle chiocciole, delle lumache e l'avvolgersi stesso dei corpi celesti.
Come nota Rosalind Krauss il lago salato è anche sede di antiche credenze: i coloni mormoni, in particolare, ritenevano che esso fosse una sorta di mostro senza fondo, con un collegamento con l'oceano attraverso un enorme canale sotterraneo; le sue correnti avrebbero prodotto un gran vortice al centro del lago, dei gorghi privi di una fine; è da tali racconti che Smithson prende le mosse per progettare l'impresa.
L'opera consiste in un grande omaggio alla natura e a quest'ultima ritorna: non appena viene terminata, incomincia l'azione dell'acqua salata; anzitutto la superficie laterale della passerella inizia a coprirsi di microrganismi che ne fanno il proprio habitat, poi la concentrazione di sale inizia a salire verso il centro della spirale, rendendo, in tale zona, l'acqua più rossa, poi violacea, per ritornare blu ai bordi.
Negli anni la spirale è stata coperta da un innalzamento del livello del lago, che l'ha resa sempre più abitata da alghe ed animali, ma soprattutto visibile solo dall'elicottero. Essa consiste in una realizzazione monumentale che testimonia la forza delle tecnologie moderne, ossia le macchine di scavo e di trasporto, ma che appare come un gigantesco monumento primitivo.

### Richard Long
Richard Long non ama essere definito un artista della Land Art, ma, a partire dal 1967, la sua ricerca ha indubbiamente molti aspetti di tale tendenza, anche se diversa è la relazione con i territori naturali.
L'artista adotta un atteggiamento che potrebbe essere definito "ecologico", in quanto l'essenza delle sue opere è l'esperienza stessa del camminare, dell'esplorare luoghi in un rapporto solitario e di totale immersione nella natura, non intervenendo mai in maniera aggressiva, senza determinare mai trasformazioni traumatiche.
Attraverso uno studio approfondito dell'identità geografica, utilizzando esclusivamente materiali trovati sul posto, lascia segni del suo passaggio: lunghe tracce lineari pestando l'erba dei campi e delle radure, gruppi di pietre disposte in fila, in quadrati, in cerchi, o pezzi di legno come reperti archeologici primitivi.
Le configurazioni sono di tipo minimalista, ma ogni rigidità geometrica è neutralizzata dal carattere grezzo e naturale dei materiali. Installazioni analoghe a quelle esterne vengono realizzate anche all'interno delle gallerie e dei musei.

### Dennis Oppenheim
La ricerca di Dennis Oppenheim è caratterizzata da lavori concettuali, performance e ironiche installazioni oggettuali; i suoi interventi nella natura, a differenza di quelli degli altri land-artisti, non hanno valenze monumentali e non sono permanenti. Nel 1968, presso un lago nel Connecticut, scava Time Pocket, una traccia lunga due miglia.
Nel 1969, presso il lago Babe a Ithaca, realizza Accumulation Cut, un taglio, con una motosega, della superficie ghiacciata di un torrente che divide due territori, perpendicolare alla cascata.

### James Turrell
La poetica di James Turrell è incentrata sul fascino della luce in sé.Egli ritiene che troppo spesso la luce si percepisca come fonte d'illuminazione delle cose, piuttosto che come portatrice della propria rivelazione.
In spazi costruiti, egli realizza ambienti utilizzando sia la luce naturale, sia quella artificiale.
Turrell però, da molti anni, lavora ad un'immensa opera, presso il Roden Crater, un piccolo vulcano spento sperduto nel deserto dell'Arizona, ancora incompiuta; essa è legata al tema della luce nella sua dimensione naturale assoluta e cosmica: è concepito, infatti, come un osservatorio naturale ottenuto scavando un passaggio che arriva fino al centro del cratere, il quale è stato livellato trasformandosi in un pun dove collaboro con land

## Altri artisti

### Christo e Jeanne-Claude
Nonostante Christo faccia parte del gruppo del Nouveau Réalisme, nei suoi interventi, il concetto d'impacchettamento, con teli e corde, viene traslato su scala ambientale, tanto da considerarlo (forse erroneamente) un intervento di Land Art.
I primi oggetti impacchettati di Christo, ispirati all'opera, degli anni venti, L'enigma di Isidore Ducasse di Man Ray, risalgono al 1958. Poco dopo incontra Jeanne-Claude, che diventa sua moglie, e con la quale inizia una lunga collaborazione artistica: l'impacchettamento di alcuni luoghi, in cui lui si occupa del disegno e lei degli aspetti organizzativi. Per le loro opere si avvalgono della collaborazione di molte persone, mentre per il finanziamento si affidano ai proventi della vendita dei disegni preparatori dei progetti stessi.
Realizza impacchettamenti di grandi monumenti urbani, come l'Arco di Trionfo a Parigi, o siti naturali, come la scogliera di Little Bay in Australia e di un gruppo d'isole al largo della Florida.

### Alberto Burri

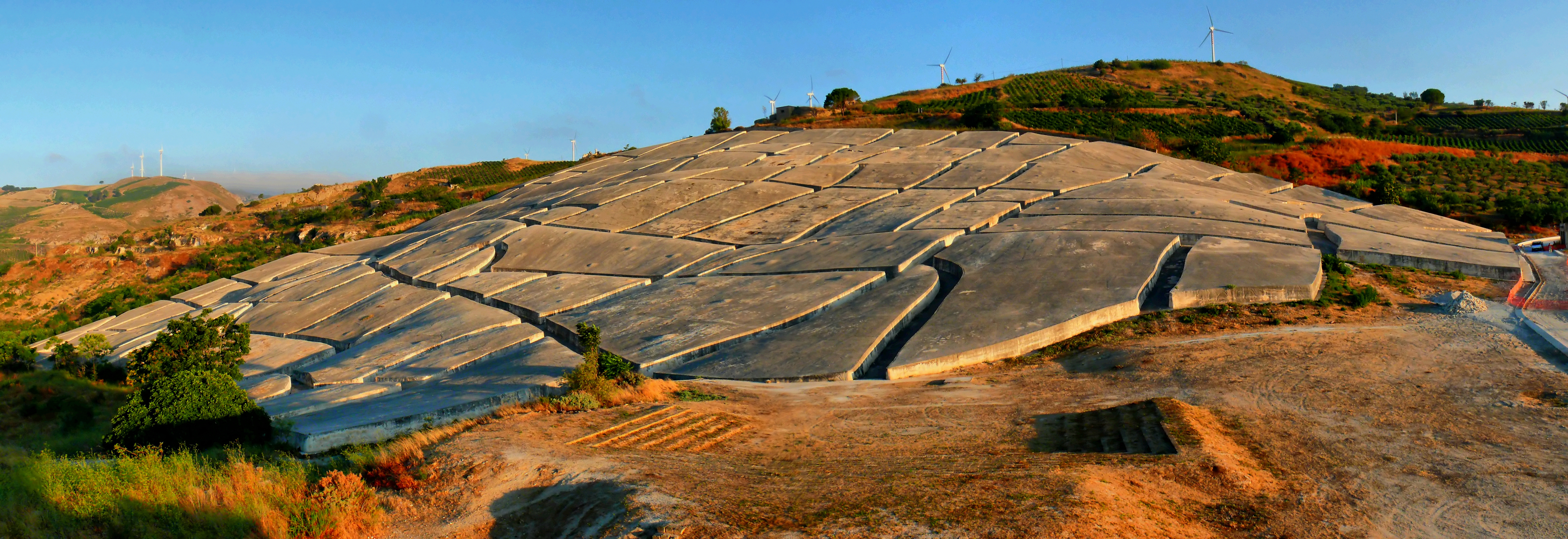
Il cretto di Burri a Gibellina vecchia

Il cretto di Burri è sorto negli anni '80 nello stesso luogo dove una volta vi erano le macerie di Gibellina, attualmente "cementificate" dall'opera di Alberto Burri. Nasce dagli effetti del terremoto del Belice del 1968 sulla città vecchia, i cui resti sono ancora visibili, in parte, sotto il gigantesco monumento della morte che ripercorre le vie e vicoli della vecchia città. 
Vista dall'alto l'opera, di grandissime dimensioni, appare come una serie di fratture di cemento sul terreno, il cui significato risiede nel congelamento della memoria storica di un paese. Il cretto è una tra le opere d'Arte contemporanea più estese al mondo.